# Suavina
La Suavina és una pomada creada pel farmacèutic valencià Vicent Calduch Solsona a finals del segle xix i conegut des de llavors com "ungüent de Vila-real". Als temps en què va ser desenvolupat es considerava un article de primera necessitat per als llavis tallats i les esquerdes del nas de la gent que treballava al camp. Des d'aleshores, els successors de Vicent Calduch han actualitzat la fórmula i la Suavina segueix emprant-se com a regenerador dels llavis i manté una sòlida presència a la societat, ara des de les xarxes a Internet.
Un dels fills de Calduch Solsona, Vicent Calduch Almela, es va traslladar a la farmàcia del carrer d'Enmig de Castelló, que va passar al seu fill Vicent Calduch Dolz i més tard al seu net, Vicent Calduch Bellés, estudiant de farmàcia.
Aquesta fórmula ven anualment unes 100.000 caixes, sobretot a Catalunya, País Valencià i Aragó, i la seva producció és fruit d'un procés familiar i artesà que es realitza al laboratori de la mateixa farmàcia.